# (73204) 2002 JZ15
(73204) 2002 JZ15 – planetoida z pasa głównego asteroid okrążająca Słońce w ciągu 3,63 lat w średniej odległości 2,36 j.a. Odkryta 8 maja 2002 r.